# キャスリン・グレイソン
キャスリン・グレイソン（Kathryn Grayson, 本名：Zelma Kathryn Elisabeth Hedrick, 1922年2月9日 - 2010年2月17日）は、アメリカ合衆国で活躍したソプラノ歌手・女優である。

## 略歴
ノースカロライナ州ウィンストン・セーラムで生まれ、12歳から声楽を学び始める。1941年にメトロ・ゴールドウィン・メイヤー（MGM）から映画デビューを果たす。ユニバーサル専属のディアナ・ダービンに匹敵するミュージカル映画のソプラノ歌手として売り出され、フランク・シナトラやマリオ・ランツァ、ハワード・キールという男性シンガーとの共演を重ねた。
50年代半ば以降はレコーディング・テレビ・ラジオ・舞台への出演を中心に活動している。2010年2月17日、ロサンゼルスの自宅で亡くなった。

## 主な出演映画
- Andy Hardy's Private Secretary (1941) ※日本劇場未公開、ミッキー・ルーニー主演
- The Vanishing Virginian (1942) ※日本劇場未公開
- 凸凹スパイ騒動 Rio Rita (1942)
- 花の合唱 Seven Sweethearts (1942)
- 万雷の歓呼 Thousands Cheer (1943) ※日本劇場未公開、ジーン・ケリー共演
- 錨を上げて Anchor Aweigh (1945)
- ジーグフェルド・フォリーズ Ziegfeld Follies (1945)
- 嘘つきお嬢さん Two Sisters from Boston (1946)
- 雲流れるまで Till the Clouds Roll by (1946) ※日本劇場未公開
- 下町天国 It Happened in Brooklyn (1947)
- The Kissing Bandit (1948) ※日本劇場未公開、フランク・シナトラ共演
- That Midnight Kiss (1949) ※日本劇場未公開、マリオ・ランツァ共演
- ニューオーリンズの美女 The Toast of New Orleans (1950) ※日本劇場未公開、マリオ・ランツァ共演
- Grounds for Marriage (1951) ※日本劇場未公開
- ショウ・ボート Show Boat (1951)
- Lovely to Look at (1952) ※日本劇場未公開、ハワード・キール共演
- The Desert Song (1953) ※日本劇場未公開
- So This Is Love (1953) ※日本劇場未公開
- キス・ミー・ケイト Kiss Me Kate (1953)
- 放浪の王者 The Vagabond King (1956)